# Digitacalia jatrophoides
Digitacalia jatrophoides là một loài thực vật có hoa trong họ Cúc. Loài này được (Kunth) Pippen mô tả khoa học đầu tiên năm 1968.